# USS Howorth (DD-592)
USS Howorth (DD-592) là một tàu khu trục lớp Fletcher được Hải quân Hoa Kỳ chế tạo trong Chiến tranh Thế giới thứ hai. Nó là chiếc tàu chiến duy nhất của Hải quân Mỹ được đặt theo tên William L. Howorth, một thủy thủ hải quân đã góp công đánh chìm chiếc CSS Albemarle trong cuộc Nội chiến Hoa Kỳ. Nó hoạt động cho đến hết Thế Chiến II, được cho xuất biên chế năm 1946, và bị đánh chìm như một mục tiêu năm 1962. Howorth được tặng thưởng năm Ngôi sao Chiến trận do thành tích phục vụ trong Thế Chiến II.

## Thiết kế và chế tạo
Howorth được đặt lườn tại Xưởng hải quân Puget Sound ở Bremerton, Washington vào ngày 26 tháng 11 năm 1941. Nó được hạ thủy vào ngày 10 tháng 1 năm 1942, và nhập biên chế vào ngày 3 tháng 4 năm 1944.

## Lịch sử hoạt động
Sau chuyến đi chạy thử máy, Howorth được phân về Hải đội Khu trục 21; đơn vị này lên đường vào ngày 22 tháng 7 năm 1944 trong thành phần hộ tống một đoàn tàu vận tải chuyên chở lực lượng Thủy quân Lục chiến sang Trân Châu Cảng. Đoàn tàu đi đến nơi bảy ngày sau đó, và chiếc tàu khu trục ở lại khu vực quần đảo Hawaii cho đến ngày 25 tháng 8, khi nó cùng tàu tiếp đạn dược Sangay (AE-10) lên đường đi Hollandia thuộc New Guinea. Nó lại được điều về Đội khu trục 41 trực thuộc Đệ Thất hạm đội, và hoạt động tác chiến đầu tiên của nó là hộ tống và tuần tra chống tàu ngầm tại khu vực quần đảo Solomon.
Howorth đi đến ngoài khơi Leyte vào ngày 22 tháng 10, ba ngày sau khi cuộc đổ bộ ban đầu diễn ra. Nó bảo vệ nơi neo đậu của lực lượng vận chuyển trong suốt quá trình trận Hải chiến vịnh Leyte nên không tham gia trực tiếp các hoạt động tác chiến. Sau đó nó thực hiện nhiều chuyến hộ tống vận tải đến Kossol Roads, Guam và Manus trước khi quay trở lại Philippines cho Trận chiến vịnh Ormoc vào ngày 7 tháng 12. Nó cũng tham gia Trận Mindoro nơi nó chịu đựng nhiều đợt tấn công bởi máy bay cảm tử Kamikaze, trong đó một chiếc đã gây hư hại nhẹ cho cột ăn-ten của Howorth trước khi đâm xuống biển.
Vào ngày 9 tháng 1 năm 1945, cuộc đổ bộ lên vịnh Lingayen bắt đầu. Howorth đến nơi cùng một đội chuyên chở lực lượng tăng viện vào ngày 13 tháng 1, tiếp tục chịu đựng các cuộc không kích tự sát Kamikaze trên đường đi. Nó đã bắn hỏa lực hỗ trợ cho lực lượng tấn công trên bờ, bảo vệ phòng không cho hạm đội đổ bộ cũng như tuần tra bên sườn hạm đội.
Howorth cũng tham gia Trận Iwo Jima, đi đến ngoài khơi đảo này vào ngày 19 tháng 2. Nó đảm nhiệm vai trò tương tự, cung cấp hỏa lực hỗ trợ cho lực lượng trên bờ và bảo vệ phòng không khu vực vận chuyển trong quá trình đổ bộ và chiến đấu tại Iwo Jima. Đến ngày 14 tháng 3, nó rút lui về Ulithi cho một đợt nghỉ ngơi ngắn.
Howorth được phân công hộ tống một đoàn tàu vận tải đi từ Ulithi đến Okinawa, đến nơi vào ngày 1 tháng 4, rồi sau đó làm nhiệm vụ bắn pháo hỗ trợ và tuần tra phòng không. Trong ngày đầu tiên ngoài khơi Okinawa, nó đi đến trạm canh phòng cùng tàu tuần dương hạng nhẹ St. Louis (CL-49) và tàu khu trục Newcomb (DD-586), khi nó bị tám máy bay Kamikaze tấn công. Một máy bay đã vượt qua được hàng rào hỏa lực phòng không của con tàu, đâm vào cấu trúc thượng tầng của Howorth, làm chín người thiệt mạng và gây ra một đám cháy, nhưng nhanh chóng được dập tắt.
Sau khi được sửa chữa tạm thời tại Okinawa, Howorth lên đường quay trở về Hoa Kỳ để sửa chữa, về đến Xưởng hải quân Mare Island, California vào ngày 2 tháng 5. Công việc hoàn tất vào đầu tháng 7, và sau một chuyến chạy thử máy ngắn, nó lên đường đi Trân Châu Cảng vào ngày 15 tháng 7. Con tàu đang trên đường đi Adak, Alaska vào ngày 15 tháng 8, khi nhận được tin tức về việc Nhật Bản đầu hàng giúp kết thúc chiến tranh.
Howorth đi đến Yokohama, Nhật Bản vào ngày 17 tháng 9, nơi nó hộ tống một đoàn tàu vận tải. Chuyến đi cuối cùng rời Nhật Bản vào ngày 11 tháng 11, và con tàu về đến San Francisco vào ngày 28 tháng 11. Con tàu được cho xuất biên chế vào ngày 30 tháng 4 năm 1946 và được đưa về Hạm đội Dự bị Thái Bình Dương. Nó tiếp tục ở trong thành phần dự bị cho đến ngày 8 tháng 3 năm 1962, khi nó bị đánh chìm ngoài khơi đảo San Clemente, California tại Thái Bình Dương, như một mục tiêu bởi ngư lôi từ các tàu ngầm Volador (SS-490) và Salmon (SS-573).

## Phần thưởng
Howorth được tặng thưởng năm Ngôi sao Chiến trận do thành tích phục vụ trong Thế Chiến II.